# Aeropuerto Internacional Allama Iqbal
El Aeropuerto Internacional Allama Iqbal (IATA: LHE, OACI: OPLA) es el segundo aeropuerto civil más grande de Pakistán tras el Aeropuerto Internacional Jinnah. Está ubicado en Lahore, Punjab, Pakistán y es también conocido como Aeropuerto Internacional de Lahore. Recibe su nombre del poeta y filósofo Allama Iqbal quien fuera pionero de la fundación de Pakistán. El aeropuerto tiene actualmente tres terminales; la terminal Allama Iqbal, la terminal Hajj, y una terminal de carga. El aeropuerto se encuentra a unos quince kilómetros del centro de la ciudad.

## Historia
Tras la separación de India, el Aeropuerto Walton fue el principal aeropuerto de la ciudad. Cuando PIA adquirió aviones reactores como el Boeing 720, Walton no estaba capacitado para atender a aviones tan grandes. Esto supuso que el gobierno tuviese que construir un nuevo aeropuerto que fue inaugurado en 1962. Era conocido frecuentemente como "Aeropuerto Internacional de Lahore" y podía atender aviones tan grandes como el Boeing 747. 
Durante los siguientes cuarenta años continuó creciendo. Por ello el gobierno tuvo que optar por construir un nuevo aeropuerto de índole mundial para ajustarse a la demanda en el futuro y mejorar las instalaciones de pasajeros desde que el antiguo comenzó a quedarse obsoleto. En 2003, se inauguró el "Aeropuerto Internacional Allama Iqbal" y actualmente el segundo aeropuerto más grande de Pakistán. Todos los vuelos fueron transferidos al nuevo aeropuerto y el antiguo aeropuerto pasó a ser militar. Sin embargo, durante el periodo Hajj, el antiguo aeropuerto es utilizado como terminal Hajj por la compañía nacional, PIA.

## Estructura
En la inauguración del aeropuerto internacional Allama Iqbal en 2003, la antigua terminal se reformó para atender el influjo de pasajeros del peregrinaje anual del Hajj a Arabia Saudita. La terminal es conocida como terminal Hajj y solo se utiliza cuando el tráfico en la nueva terminal se ve incrementado. Actualmente es utilizada por la compañía nacional de bandera, Pakistan International Airlines, sin embargo, hay actualmente negociaciones para permitir que aerolíneas privadas e internacionales puedan operar desde el aeropuerto.
Pakistan International Airlines es la mayor aerolínea que opera en Lahore como la compañía de bandera de Pakistán y utiliza el aeropuerto como base de operaciones secundaria, solo por detrás del Aeropuerto Internacional Jinnah. Existe una creciente demanda e internacionales para operar en Lahore vuelos de cabotaje e internacionales. Muchas aerolíneas han incrementado sus frecuencias desde Lahore desde que el aeropuerto es capaz de ajustarse a la demanda de pasajeros domésticos e internacionales. 

La nueva terminal incluye tiendas libres de impuestos como restaurantes, cafeterías, heladerías, tiendas de ropa, librerías y jugueterías y una tienda de recuerdos. Hay pantallas de televisión que muestra vuelos en vivo en la lengua nacional, Urdu y la lengua oficial, Inglés. El aeropuerto cuenta con siete fingers que pueden acoplarse al avión para llegadas y salidas. Hay un total de treinta puestos de estacionamiento. 

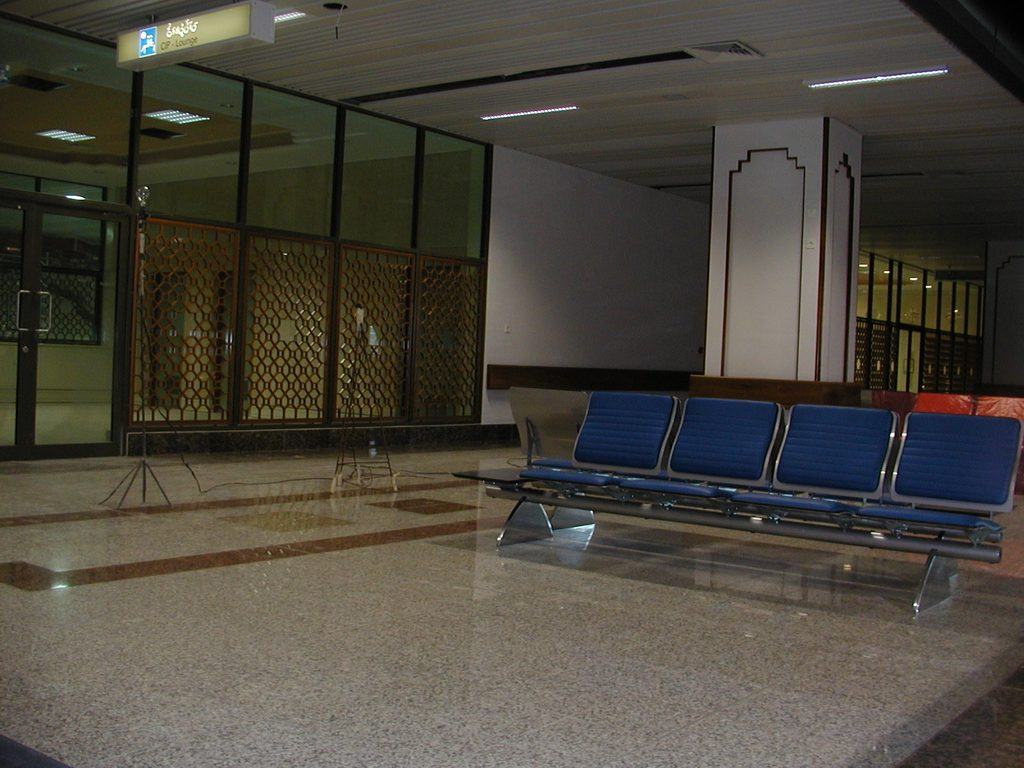
Aeropuerto bajo construcción en enero de 2003.

Se construyó una nueva pista durante la construcción del aeropuerto internacional de Allama Iqbal. De acuerdo con la CAA, la pista 36R/18L tiene 3.310 metrros de largo por 46 de ancho mientras la pista 36L/18R tiene 2900 metros de largo por 46 de ancho.
En Pakistán, el uso de las salas VIP está solo disponible para pasajeros de clases primera y business. Para acceder a las salas VIP, los pasajeros deben adquirir una tarjeta de acceso en la facturación. El coste es de seis dólares por pasajero internacional y cien PKR el doméstico. La sala VIP tiene pequeños aperitivos, bebidas no alcohólicas, TV digital, entretenimiento musical, periódicos, revistas, teléfonos, faxes, e internet wireless gratuito. 

Muchos bancos han puesto oficinas de cambio y cajeros automáticos en el aeropuerto. Los bancos que tienen cajeros automáticos son Allied Bank Ltd, Barclays, Citibank, Habib Bank, MCB Bank Ltd, Royal Bank of Scotland (RBS), y Standard Chartered Bank.
Debido al incremento de viajeros aéreos, la CAA ha decidido ampliar la terminal para cubrir la demanda futura, así como aliviar al aeropuerto en hora punta. El 31 de julio de 2008, la CAA adjudicó el proyecto de ampliación a National Engineering Services Pakistan Limited (NESPAK). El proyecto tiene un tiempo estimado de construcción de dos años. El proyecto también contempla la ampliación de las zonas de inmigración y aduanas así como de las salas de salidas y llegadas. El número de mostradores de facturación será incrementado de 24 a 48 y el número de mostradores de inmigración de diez a veinte.

## Estadísticas
La siguiente tabla proporciona detalles sobre el flujo de tráfico en Lahore en términos de pasajeros, operaciones, carga y correo. Los resultados proceden de la Dirección de Aviación Civil de Pakistán:
| Año  | Operaciones | Pasajeros (Internacionales y Domésticos) | Carga (Toneladas) | Correo (Toneladas) |
| ---- | ----------- | ---------------------------------------- | ----------------- | ------------------ |
| 2005 | 27.716      | 5.157354                                 | NA                | NA                 |
| 2006 | 43.775      | 3.189.161                                | 79.894            | 680.16             |
| 2007 | 39.634      | 3.091.590                                | 74.664            | 1.683.79           |

## Aerolíneas y destinos

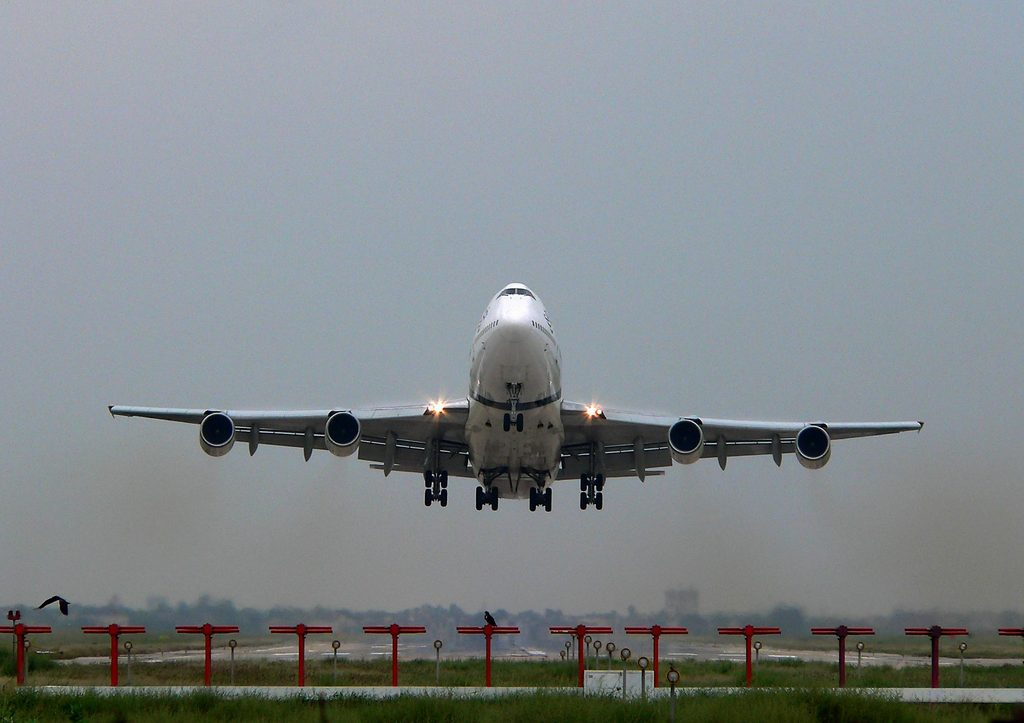
Un B747-367 de PIA saliendo del aeropuerto internacional Allama Iqbal.

Se brinda servicio a los siguientes destinos a partir de octubre de 2018. La referencia para aquellas aerolíneas que no tienen una referencia explícita es FlightMapper.
| Ciudades por países    | Nombre del aeropuerto                      | Aerolíneas                                                     | Aeronaves | Frecuencias semanales |
| Pakistán               | Pakistán                                   | Pakistán                                                       | Pakistán  | Pakistán              |
| ---------------------- | ------------------------------------------ | -------------------------------------------------------------- | --------- | --------------------- |
| Islamabad              | Aeropuerto Internacional de Islamabad      | Pakistan International Airlines                                |           |                       |
| Karachi                | Aeropuerto Internacional Jinnah            | Airblue Pakistan International Airlines Serene Air             | A32x      |                       |
| Quetta                 | Aeropuerto Internacional de Quetta         | Pakistan International Airlines Serene Air                     |           |                       |
| Norteamérica           |                                            |                                                                |           |                       |
| Canadá                 |                                            |                                                                |           |                       |
| Toronto                | Aeropuerto Internacional Lester B. Pearson | Pakistan International Airlines                                | B777      |                       |
| Asia                   |                                            |                                                                |           |                       |
| Arabia Saudita         |                                            |                                                                |           |                       |
| Dammam                 | Aeropuerto Internacional Rey Fahd          | Flynas Pakistan International Airlines                         | A32x      |                       |
| Medina                 | Aeropuerto Príncipe Mohammad Bin Abdulaziz | Pakistan International Airlines Saudia                         |           |                       |
| Riad                   | Aeropuerto Internacional Rey Khalid        | Airblue Flynas Pakistan International Airlines Saudia          | A32x      |                       |
| Yida                   | Aeropuerto Internacional Rey Abdulaziz     | Airblue Pakistan International Airlines Saudia                 | A32x      |                       |
| Azerbaiyán             |                                            |                                                                |           |                       |
| Bakú                   | Aeropuerto Internacional Heydar Aliyev     | Azerbaijan Airlines                                            |           |                       |
| Baréin                 |                                            |                                                                |           |                       |
| Manama                 | Aeropuerto Internacional de Baréin         | Gulf Air Pakistan International Airlines                       |           |                       |
| Catar                  |                                            |                                                                |           |                       |
| Doha                   | Aeropuerto Internacional Hamad             | Qatar Airways Pakistan International Airlines                  |           |                       |
| China                  |                                            |                                                                |           |                       |
| Cantón                 | Aeropuerto Internacional de Cantón-Baiyun  | China Southern Airlines                                        |           |                       |
| Urumchi                | Aeropuerto Internacional de Urumchi-Diwopu | China Southern Airlines                                        |           |                       |
| Emiratos Árabes Unidos |                                            |                                                                |           |                       |
| Abu Dabi               | Aeropuerto Internacional de Abu Dabi       | Airblue Etihad Airways Pakistan International Airlines         | A32x      |                       |
| Dubái                  | Aeropuerto Internacional de Dubái          | Airblue Emirates Pakistan International Airlines               | A32x      |                       |
| Ras Al-Khaimah         | Aeropuerto Internacional de Ras Al Khaimah | Air Arabia                                                     | A32x      |                       |
| Sharjah                | Aeropuerto Internacional de Sharjah        | Airblue                                                        | A32x      |                       |
| Irán                   |                                            |                                                                |           |                       |
| Mashhad                | Aeropuerto Internacional de Mashhad        | Iran Air                                                       |           |                       |
| Teherán                | Aeropuerto Internacional Imán Jomeini      | Iran Air Mahan Air                                             |           |                       |
| Kuwait                 |                                            |                                                                |           |                       |
| Ciudad de Kuwait       | Aeropuerto Internacional de Kuwait         | Jazeera Airways Kuwait Airways Pakistan International Airlines | A32x      |                       |
| Malasia                |                                            |                                                                |           |                       |
| Kuala Lumpur           | Aeropuerto Internacional de Kuala Lumpur   | Batik Air Malaysia Pakistan International Airlines             |           |                       |
| Omán                   |                                            |                                                                |           |                       |
| Mascate                | Aeropuerto Internacional de Mascate        | Pakistan International Airlines SalamAir                       |           |                       |
| Siria                  |                                            |                                                                |           |                       |
| Damasco                | Aeropuerto Internacional de Damasco        | Cham Wings Airlines Pakistan International Airlines            |           |                       |
| Sri Lanka              |                                            |                                                                |           |                       |
| Colombo                | Aeropuerto Internacional Bandaranaike      | SriLankan Airlines                                             | A3xx      |                       |
| Tailandia              |                                            |                                                                |           |                       |
| Bangkok                | Aeropuerto Internacional Suvarnabhumi      | Thai Airways International                                     |           |                       |
| Uzbekistán             |                                            |                                                                |           |                       |
| Taskent                | Aeropuerto Internacional de Taskent        | Uzbekistan Airways                                             |           |                       |
| Europa                 |                                            |                                                                |           |                       |
| Turquía                |                                            |                                                                |           |                       |
| Estambul               | Aeropuerto de Estambul                     | Pakistan International Airlines Turkish Airlines               |           |                       |

## Premios y reconocimientos
- El aeropuerto internacional Allama Iqbal fue calificado como el mejor aeropuerto del mundo por Singapore Airlines por su servicio en 2006.[6]

## Eventos
- En diciembre de 1999, el Vuelo 814 de Indian Airlines fue secuestrado en Nepal por paramilitares contrarios al control indio sobre Cachemira. El avión aterrizó en el aeropuerto internacional Allama Iqbal donde permaneció durante unas pocas horas hasta su marcha a Dubái, Emiratos Árabes Unidos.

### Lectura adicional
- http://www.airport-technology.com/projects/lahore/
- Lahore International Airport Project for Airsys ATM Limited / Thales ATM